# Adolf Heusinger
Adolf Heusinger (Holzminden, 4 agosto 1897 – Colonia, 30 novembre 1982) è stato un generale tedesco.
Dopo aver combattuto nella prima guerra mondiale, fu a capo dell'Operationsabteilung della Wehrmacht (1940), venendo collocato nella riserva nel 1944. 
Durante la seconda guerra mondiale fu capo del reparto operazioni dello stato maggiore generale delle forze di terra della Germania nazista. Dopo la seconda guerra mondiale fu poi tra i creatori della nuova Bundeswehr, di cui divenne ispettore generale nel 1957. Dal 1960 al 1964 ha presieduto il comitato militare della NATO a Washington.

## Biografia

### Gioventù
Adolf Heusinger nacque a Holzminden, nel Ducato di Brunswick, nell'Impero tedesco. Entrò nell'esercito imperiale tedesco il 17 giugno 1915 e venne assegnato al 7. Thüringisches Infanterie-Regiment Nr. 96, un reggimento di fanteria della regione della Turingia in Germania (tra cui il principato di Reuss). Venne promosso alfiere il 31 marzo 1916 e sottotenente il 4 luglio 1916. Fu ferito più volte in combattimento a Verdun e nelle Fiandre e venne fatto prigioniero dagli inglesi il 31 luglio 1917. Durante la prima guerra mondiale, venne decorato con la Croce di ferro prussiana di II classe e la Croce di Ferro di prima classe, con la Croce al Merito di Guerra di Brunswick di II classe, la Medaglia Reuss d'argento con le spade al merito, la Croce d'onore Reuss di III classe con spade e il distintivo per feriti.
Dopo la prima guerra mondiale e dopo essere stato liberato dalla prigionia inglese, Heusinger ritornò in Germania ed entrò nella Reichswehr, il piccolo esercito tedesco di 100.000 uomini, permesso dal trattato di Versailles. Nell'ottobre 1931 venne assegnato al personale operativo del Truppenamt presso il ministero Reichswehr, il Ministero della difesa. Il Truppenamt fungeva da stato maggiore generale tedesco durante l'epoca della Repubblica di Weimar e come tale il trattato di Versailles proibì tale istituzione. Le promozioni erano lente nel piccolo Reichswehr. Heusinger venne fatto tenente nell'aprile 1925 e capitano nell'ottobre 1932.
Heusinger lavorò a Berlino con il Truppenamt fino all'agosto 1934; venne poi nominato direttore delle operazioni dell'XI divisione nell'ottobre 1935, incarico che ricoprì fino all'agosto 1937. Nel frattempo venne promosso maggiore nel marzo 1936. Con l'ascesa della Germania nazista e l'assunzione del potere di Adolf Hitler, le restrizioni del trattato di Versailles erano finite e venne ufficialmente ristabilito lo stato maggiore generale tedesco. Nell'agosto 1937, Heusinger divenne ufficiale dello stato maggiore generale, diventando tenente colonnello nell'aprile 1939. Il 15 ottobre 1940 divenne capo dello stato maggiore.

### Seconda guerra mondiale
Con lo scoppio della seconda guerra mondiale, l'alto comando dell'esercito tedesco (Oberkommando des Heeres) assunse l'organizzazione bellica tedesca. Heusinger partecipò alla pianificazione delle operazioni in Polonia, Danimarca, Norvegia, Francia e Paesi Bassi. Venne promosso colonnello il 1º agosto 1940 e divenne capo del dipartimento operazioni nell'ottobre 1940, facendo di lui il numero tre nella gerarchia di pianificazione dell'esercito, dopo il capo di stato maggiore, il generale Franz Halder, ed il suo vice, il generale Friedrich Paulus.
Dopo l'invasione dell'Unione Sovietica nel giugno 1941, l'OKH divenne capofila nella pianificazione delle operazioni in quello scenario. Halder venne sostituito nel settembre 1942 dal generale Kurt Zeitzler, mentre Paulus lasciò il quartier generale dell'esercito nel dicembre 1941, venendo sostituito nel gennaio 1942 dal generale Gunther Blumentritt.
Heusinger, rimasto capo della divisione operazioni, venne promosso maggior generale il 1º gennaio 1942 e tenente generale il 1º gennaio 1943. Nel giugno 1944, il generale Zeitzler si ammalò e il 10 giugno Heusinger assunse temporaneamente la carica di capo di stato maggiore generale dell'esercito. Con questa carica, partecipò alla riunione di pianificazione insieme ad Adolf Hitler presso il Wolfsschanze, il 20 luglio 1944, giorno dell'attentato al Führer; era in piedi accanto a Hitler quando la bomba, posta dal colonnello Claus von Stauffenberg, deflagrò.
Heusinger venne subito ricoverato per le ferite riportate nell'esplosione, venendo arrestato e interrogato dalla Gestapo per determinare il suo eventuale ruolo nella congiura. Non fu trovata alcuna prova contro di lui e venne liberato nell'ottobre 1944. Tuttavia non gli venne assegnato nessun altro incarico fino al 25 marzo 1945, quando fu nominato capo delle forze armate in materia di mappatura. Venne fatto prigioniero dagli Alleati nel maggio 1945.

### Secondo dopoguerra
Dopo essere stato prigioniero di guerra dal 1945 al 1947, Heusinger testimoniò durante il processo di Norimberga. Nel 1950, divenne consigliere per le questioni militari di Konrad Adenauer, cancelliere della Germania Occidentale. Ha prestato servizio presso l'Amt Blank, l'ufficio diretto da Theodor Blank, che sarebbe diventato il Ministero della difesa della Germania Ovest nel 1955.
Con la creazione della Bundeswehr nel 1955, Heusinger venne restituito al servizio militare; divenne tenente generale delle forze armate e presidente del consiglio militare. Nel marzo 1957, consegnò a Hans Speidel la carica di capo del dipartimento delle forze armate.
Poco dopo, nel giugno 1957, Heusinger fu promosso generale e nominato primo Ispettore generale della Bundeswehr, ricoprendo questa carica fino al marzo 1961. Nell'aprile 1961 venne nominato presidente del comitato militare NATO a Washington. Nel 1964 si ritirò da questo ruolo. Heusinger morì a Colonia il 30 novembre 1982.